# Josep Munné i Sampere
Josep Munné i Sampere   (Igualada, 16 de febrer de 1926 - Igualada, 29 de novembre de 1978) fou un futbolista català de les dècades de 1940 i 1950.

## Trajectòria
Començà la seva trajectòria a la UE Sant Andreu l'any 1944. El 1946 fitxà pel RCD Espanyol, club on romangué dures temporades, disputant 6 partits de lliga, en els quals marcà dos gols, i un de copa. L'any 1948 fou traspassat a l'EC Granollers i el febrer de 1950 marxà al RCD Mallorca, que jugava a Segona Divisió. La següent temporada fitxà pel Reial Valladolid, amb qui jugà 18 partits a Primera, en les quals marcà 9 gols. Les següents temporades jugà a l'Algeciras CF CD La Cava i al Terrassa FC. Retornà al Granollers l'any 1953 i fitxà pel CD Tenerife el 1954. El 1956 retornà al Granollers, on inicià la seva tercera etapa al club vallesà.
El seu fill Pep Munné destacà com a actor i futbolista.